# Villaines-la-Carelle
Villaines-la-Carelle is een gemeente in het Franse departement Sarthe (regio Pays de la Loire) en telt 167 inwoners (1999). De plaats maakt deel uit van het arrondissement Mamers.

## Geografie
De oppervlakte van Villaines-la-Carelle bedraagt 14,6 km², de bevolkingsdichtheid is 11,4 inwoners per km².
De onderstaande kaart toont de ligging van Villaines-la-Carelle met de belangrijkste infrastructuur en aangrenzende gemeenten.

## Demografie
Onderstaande figuur toont het verloop van het inwonertal (bron: INSEE-tellingen).